# Modiri Marumo
Modiri Marumo (Gaborone, 6 luglio 1976) è un allenatore di calcio ed ex calciatore botswano d ruolo portiere, preparatore dei portieri del Polokwane City.
È il giocatore del Botswana con più presenze in Nazionale.

## Carriera

### Club
Dopo aver giocato varie stagioni in patria, passa alla squadra egiziana dell'Haras con cui, nella stagione 2008-2009, ha vinto la coppa d'Egitto.

### Nazionale
Nella Coppa d'Africa 2012 giocò 3 partite e subì 9 gol.
Ha preso parte a partite di qualificazione ai Mondiali e alla Coppa d'Africa. Al suo esordio in una coppa internazionale aveva 35 anni.
È poi passato a giocare in Sudafrica per il Polokwane City.